# Síndrome unha-patela
A síndrome unha-patela é uma doença genética que resulta em unhas e patelas (ou rótulas) pequenas ou pouco desenvolvidas, mas que pode também afectar outras regiões do corpo, como o peito, o cotovelo e a anca. O nome "unha-patela" pode pois parecer enganador devido a afetar múltiplas regiões do corpo, incluindo a produção de certas proteínas.:666
Pode também ser designada como doença do corno ilíaco, doença de Fong, onico-osteodisplasia hereditária ou síndrome de Turner-Kiser.